# Planinski dom na Jančah
Planinski dom na Jančah stoji na kopastem Janškem hribu, najvišjem vrhu Janškega hribovja, na katerem je pri bližnji cerkvi tudi jedro razložene vasice enakega imena. Dom upravlja Planinsko društvo Litija.
Prihajajo predvsem kolesarji, pohodniki in drugi. Ima pestro gostinsko ponudbo.

## Zgodovina
Planinski dom je bil zgrajen in ustanovljen po 2. svetovni vojni. Je zelo dobro turistično obiskano. Leta 1953 je PD Litija odprlo v domačiji pri Mahkovcu planinsko zavetišče, ki ga je leta 1954 premestilo v sosednjo domačijo pri Galetu. Medtem so začeli postopoma graditi planinski dom, v katerem so najprej, 1. maja 1957, odprli zavetišče, 11. oktobra 1959 pa celotni dom, ki so ga večkrat obnavljali in posodabljali. Leta 1982 so napeljali telefon, leta 1988 pa so zgradili velik zbiralnik za vodo kapnico.

## Ponudba
Dom je stalno odprt. Obratovalni čas je od 8. do 22. ure. V dveh gostinskih prostorih je 80 sedežev, pri mizah pred domom pa 150. Imajo tudi točilnico. V 5 sobah je 21 postelj, na skupnem ležišču pa 25 ležišč. Poleg tega imajo še WC, umivalnico in prho s toplo in mrzlo vodo, centralno ogrevanje, vodo kapnico, elektriko in telefon.